# Gremio de Productores de América
El Gremio de Productores de América (Producers Guild of America; P.G.A., por sus siglas en inglés) es una asociación comercial 501c (una organización sin ánimo de lucro) que representa a productores de televisión, productores de cine y productores de nuevos medios en los Estados Unidos.
La membresía del PGA incluye más de 8,000 miembros del establecimiento productor en todo el mundo. Sus copresidentes son Gail Berman y Lucy Fisher.
La PGA es supervisada por una junta directiva que representa a productores de todo el país. Susan Sprung se ha desempeñado como Directora Ejecutiva Nacional de la organización desde el 2019.

## Historia
El Gremio de Productores de América comenzó como dos organizaciones separadas, y el Gremio de Productores de Cine se formó el 16 de mayo de 1950. Su primer presidente fue William Perlberg. En 1957, los productores de televisión hicieron lo mismo y formaron el Sindicato de Productores de Televisión, con Ben Brady como presidente principal. Estos se fusionaron en 1962 para formar el PGA bajo la dirección del productor Walter Mirisch.[cita requerida]
Los presidentes posteriores del PGA han incluido a Stanley Rubin, Leonard B. Stern, Kathleen Kennedy, Marshall Herskovitz y los equipos de Hawk Koch/Mark Gordon y Gary Lucchesi/Lori McCreary.[cita requerida]

## Premio al Compromiso del Consejo AP
El Premio al Compromiso del Consejo de AP se otorga a un miembro del PGA que, en opinión de la Junta de Delegados del Consejo de AP, haya realizado contribuciones extraordinarias y duraderas al gremio como miembro del Consejo de AP. El premio se entrega a los destinatarios en la reunión general anual de miembros del gremio.[cita requerida]
- 2004: Susan Sherayko
- 2006: Erin O'Malley
- 2007: Victoria Slater
- 2008: Duendecillo Wespiser
- 2009: Carole Vigas
- 2010: Raquel Klein
- 2011: Kathleen Courtney
- 2012: Christina Lee Tormenta
- 2013: Jeffrey Lerner
- 2014: Kay Rothman
- 2017: Megan Mascena Gaspar
- 2019: Derek Bartholomaus

## Premio al Servicio Distinguido Marc A. Levey
El PGA creó, en el 2006, el Premio al Servicio Distinguido Marc A. Levey  para reconocer y honrar a cualquier miembro que se haya distinguido por un servicio excepcionalmente meritorio en la organización. El premio se entrega en la reunión anual de miembros del gremio y les da derecho a unirse a la Mesa Redonda de Liderazgo del Consejo.[cita requerida]
Han recibido este premio hasta la fecha:[cita requerida]
- 2006: James Fino, Cindy A. Libra y Alison Savitch
- 2007: Ian Bruce y Marc Scarpa
- 2008: Shawn Gold y Amy Jacobson Kurokawa
- 2009: Jeanette DePatie, Brandon Grande y Chris Pfaff
- 2010: John Heinsen, Derek Hildebrant y Chris Thomes
- 2011: En Benadón
- 2012: Felicia Wong
- 2013: Michael Palmieri
- 2014: Brian Seth Hurst
- 2015: Vicente Williams
- 2016: Caitlin Burns
- 2017: Emily Barclay Ford
- 2018: Renée Rosenfeld
- 2019: Kate McCallum
- 2020: Juan Canning
- 2021: Ed Lantz
- 2022: Carlos Howard

## El Premio de Membresía Vitalicia Honoraria Charles B. FitzSimons
Por una "contribución sobresaliente y su compromiso permanente con el Gremio de Productores de América".
- 1991: Charles B. Fitzsimons
- 1992: Stanley Rubin
- 1993: Leonard B. Stern
- 1994: Bob Finkel
- 1995: Joel Freeman
- 1996: Robert B. Radnitz
- 1997: Norman Felton
- 1999: Charles W. Fries
- 2000: Diane L. Robison
- 2001: George Sunga
- 2002: Marian Rees
- 2003: Hawk Koch
- 2004: Debra Hill
- 2006: Kathleen Kennedy
- 2007: Gale Anne Hurd
- 2008: David V. Picker
- 2009: Tim Gibbons
- 2010: Marshall Herskovitz
- 2011: Dorothea Petrie
- 2012: Fred Baron
- 2013: Carole Beams
- 2014: Mark Gordon